# Euphorbia undulata
Euphorbia undulata är en törelväxtart som beskrevs av Friedrich August Marschall von Bieberstein. Euphorbia undulata ingår i släktet törlar, och familjen törelväxter. Inga underarter finns listade i Catalogue of Life.